# Franz Priking
Franz Priking (né Pricking) est un peintre et lithographe allemand né le 7 août 1929 à Mülheim (Rhénanie-du-Nord-Westphalie) et mort le 10 juin 1979 à Oppède (Vaucluse).

## Biographie
La sensibilité picturale de Franz Priking, né à Mülheim en 1929, est éveillée dès son enfance par l'éducation d'un père ingénieur en métallurgie (mort en 1947) passionné de Renaissance italienne et d'art baroque.
Franz Priking aborde la peinture au terme d'études de philosophie, s'orientant tout d'abord vers une abstraction lyrique « révélatrice d'une sensibilité en quête d'elle même ». Les séjours qu'il fait ensuite au Bauhaus de Weimar (1948) et à l'Académie des arts de Berlin (où il est élève de Max Pechstein entre 1948 et 1950 et où Karl Hofer fait l'éloge de ses dessins) lui révèlent, avec l'expressionnisme allemand, une forme d'art plus conforme à son tempérament. C'est durant cette période qu'à Berlin, par l'intermédiaire du peintre Hans Tombrock (de), Priking se rapproche de Bertolt Brecht, vivant dix mois dans la proximité du dramaturge.

En 1950, Franz Priking quitte l'Allemagne pour Paris, où il reste peu de temps, gagnant la Provence et s'arrêtant à Villeneuve-lès-Avignon. Lors de sa première exposition française au musée Réattu d'Arles, en 1952, il rencontre Pablo Picasso et va travailler pendant sept mois sous les conseils du maître à Vallauris :
« J'étais profondément passionné par Picasso, par son principe de structure et d'organisation du tableau, évoque Franz Priking. Le thème m'importait beaucoup moins que le concept rythmique nouveau qu'il m'apprenait. Et surtout, j'abandonnais à ce moment la couleur vive que j'avais retenue de la période expressionniste, l'opposition des couleurs actives employées presque pures, et j'ai commencé à travailler la couleur de façon qu'elle devienne rationnelle… Les teintes sont devenues beaucoup plus terrestres, plus proches de la terre. »
Priking, après ces sept mois, revient dans la région d'Avignon, à Barbentane. C'est l'époque où il épouse Gil, où il vit de travaux alimentaires le jour, peignant la nuit.
En 1953-1954, le détachant d'une courte tentation cubiste initiée par Picasso, apparaissent dans ses tableaux les larges cernes noires dont il va durablement entourer les objets et qui demeurent aujourd'hui la caractéristique la plus connue de son œuvre, interprétées aussi comme la recherche de ce « réalisme nouveau » dans la libre réminiscence des théories de Bertolt Brecht et dont il s'expliquera dans un écrit, Manifeste du nouveau réalisme. Le marchand de tableaux Emmanuel David, rencontré par l'entremise du Dr Bigonnet, raconte comment alors, intéressé par Franz Priking, il est venu spécialement de Paris pour frapper à sa porte et entamer une collaboration qui durera jusqu'en 1979.

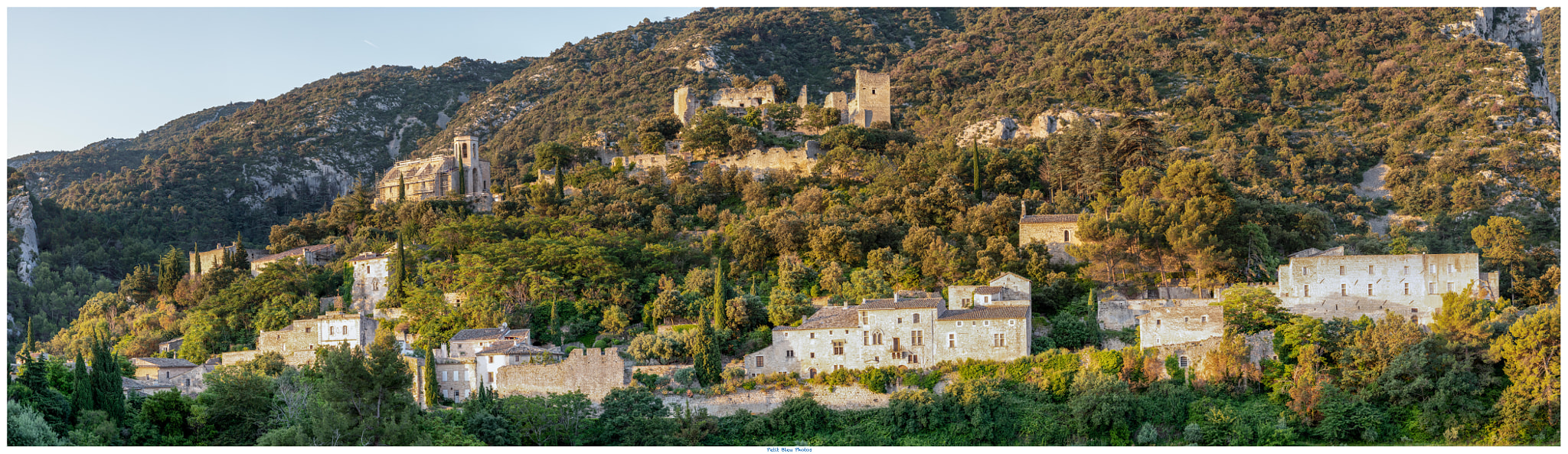
Oppède Le Vieux

Franz Priking acquiert en 1958 la maison médiévale d'Oppède (no 5, place de la Croix) dont pendant des années il va entreprendre la restauration, « transformant ce vaste cellier en nef gothique », aménageant toutefois son atelier « dans la montagne, à cheval entre la vigne et la pinède », « hors du village, dans une ferme isolée, à demi-ruinée, où il trouve le recueillement et le quasi-dénuement dont il a besoin pour créer ». Une autre relation durable se noue alors avec la galerie de Philippe et Madeleine Ducastel, à Avignon.
En 1970, après une brève période abstraite, une forme de symbolisme s'introduit dans l'œuvre de Franz Priking qui était jusqu'alors de pure représentation (nus, natures mortes, paysages) et qui va se constituer de cavalières ailées à tête d'aigle, de rochers en lévitation, de paysages emprisonnés sur des îlots flottant dans l'espace, les perspectives étant affirmées par des géométries (cercles, lignes droites, rectangles, triangles) s'y superposant, l'artiste reformulant ainsi son « principe d'une conception structurée que l'on obtient par une construction mathématique à l'intérieur d'une pensée précise ».
Franz Priking meurt le 10 juin 1979, à quelques semaines de son exposition rétrospective faisant la saison estivale du château de Val. Sa toile Le Château de Val, conservée au château, est son dernier tableau.
Une vente de plusieurs de ses toiles a eu lieu en décembre 2020 à l'hôtel Drouot à Paris. Elle était constituée de l'importante collection du Dr Jean Bigonnet et témoigne de sa longue amitié avec le peintre, rencontré alors que ce dernier était ouvrier chez le décorateur Pochy à Avignon et responsable de la patine de la bibliothèque de Bigonnet, devenu son mécène.

## Expositions

### Expositions particulières
- Galerie de l'Hôtel de l'Europe, Avignon, juillet-août 1953.
- Galerie Motte, Genève, 1954.
- Galerie Drouant-David, Paris, novembre 1957[9].
- Galerie Drouant, Paris, décembre 1959[10], 1965.
- Galerie Tooth, Londres, 1958.
- Galerie de Francony, Nice, juin 1959.
- Galerie de la Colombe, Vallauris, 1960.
- Musée Galliera, Paris, janvier-mars 1962.
- Galerie Martin Caille, Paris et Aix-en-Provence, 1962.
- Galerie Werther Merenciano, Marseille, 1963[11].
- Galerie Philippe Ducastel, Avignon, 1965, 1969, 1970.
- Galerie La Vitrina Curiazzi, Rome, 1968.
- Galerie Emmanuel David, Paris, 1969, 1970, 1972, 1974.
- Galerie Isy Brachot, Bruxelles, 1973.
- Galerie Hélène Trintignan, Montpellier, octobre-novembre 1977.
- Palais du Roi de Rome, Rambouillet, 2000.
- Hôtel Atrium, Arles, juin-juillet 2003[12].
- Château de Val, Lanobre, été 1979[8].

### Expositions collectives
- Jeune peinture internationale, musée Réattu, Arles, 1952.
- La collection Julius Fleischmann, Contemporary Arts Center, Cincinnati, janvier 1959[13].
- Dix ans de jeune peinture méditerranéenne, Palais de la Méditerranée, Nice, mars-avril 1960.
- Salon de l'Enclave, Valréas, 1966.
- Biennale internationale des antiquaires, Grand Palais, Paris, 1967.
- Biennale de Menton, 1970.
- Salon d'automne, Paris, 1972[14].
- Salon des peintres témoins de leur temps, musée Galliera, Paris, janvier-février 1976 (thème : La vie paysanne ; toile exposée : Transmutation)[15], février-mars 1977 (thème : La fête ; toile exposée : Saison pourpre)[16].
- Quatrième biennale internationale d'art graphique, Florence, 1976.
- Meubles-tableaux, Centre national d'art et de culture Georges-Pompidou, Paris, 1977.
- L'expressionnisme de l'après-guerre en cinquante tableaux - Bernard Buffet, Jean Dannet, André Fougeron, Franz Priking, Gaston Sébire, galerie Drouant, Paris, mars 1982.
- Rétrospective vingt années d'exposition, galerie Ducastel, théâtre Louis-XIV, place Crillon, Avignon, novembre 1982.
- Galerie Sourillan, Toulouse, 2001, 2003, 2011.
- Promenades impressionnistes, trentième anniversaire de la galerie, collection Janet Greenberg, galerie Martin Caille, avenue Matignon, Paris, 2004[17].
- De Cuno Amiet à Zao Wou-Ki, le fonds d'estampes Pierre et Nane Cailler, musée d'Art de Pully, février-avril 2013[18].
- Focus sur la peinture méridionale, galerie Jean-Claude Réno, Montpellier, de décembre 2013 à janvier 2014[19].
- Quarante ans d'exposition, château de Val, Lanobre, été 2014[8].
- Hommage aux peintres français d'après-guerre : Georges Laporte, Frédéric Menguy, Franz Priking, Louis Toffoli, Espace Rex, La Baule, août 2016.
- Expositions non datées : Biennale de São Paulo, Salon Comparaisons, Salon des peintres témoins de leur temps, Salon d'art contemporain de Tokyo.

## Réception critique
- « Le monde de Priking semble avoir renoncé à toute lumière, à toute chaleur vivante, maisons sans fenêtres, arbres torturés, rivages ou campagnes déserts, cieux sans soleil. Des cernes noirs et gras, un empâtement, un chromatisme brun, vert, gris ; une mise en page somptueuse, des objets disposés solennellement qui s'immobilisent pour une éternité sans amour, tels nous apparaissent ses paysages de Tolède ou de Provence avec leur aspect tragique, ses fleurs graves et énigmatiques. » ― Henry Galy-Carles[10]
- « Ce franc-tireur des rythmes et des harmonies fortes évoque le monde qui l'entoure à travers son tempérament, donnant aux apparences un relief saisissant, une densité accrue, une présence envoûtante. Il ne déforme pas le réel, il l'intensifie. Il promène sur la création un regard neuf et pathétique… Ce qui distingue son style, c'est la tension intime, la spontanéité du jaillissement chromatique, la concision nerveuse de l'écriture, la beauté de l'enrythmie, la puissance du dialogue entre le visible et l'impénétrable, l'affirmation sereine de certitudes décisives. » ― André Weber[20]
- « La pâte toujours généreuse est posée avec une grande sûreté. Sans refuser les séductions du décor, Priking se soumet très facilement aux lois de la surface plane ; sa vision clairement figurative transparaît dans une recherche toujours visible du volume de l'espace, des effets de lumière et des sensations de la matière. Généralement grave et statique, la peinture de Priking peut néanmoins atteindre une violence et un dynamisme qui renouvellent sa vision de la nature. Il suggère alors l'élan vital de l'olivier par l'étirement excessif des branches, la nervosité de la touche, la réalité palpitante de la matière picturale qui fuse et tournoie, fixant en une mystérieuse alchimie la fougue irrésistible de la main. » ― Florence Servas[2]
- « Priking ! Oui, un des meilleurs peintres de notre époque… » ― Emmanuel David[6]
- « Le ton réservé, l'expressionnisme grave d'un peintre allemand qui, à 24 ans, choisit de vivre à Paris et en Provence. Son graphisme solide, mais solidement marqué, ses natures mortes, ses marines et ses paysages purs de tout intellectualisme retiennent le spectateur par une sorte de puissance contenue. » ― Gérald Schurr[21]

## Récompenses et distinctions
- Prix de la Jeune Peinture, 1958.
- Membre de l'Institut international des arts et lettres de Genève, 1961.
- Membre honoris causa (médaille d'argent) de l'Académie internationale Tommaso Campanella, Rome, 1970.
- Prix de l'Union méditerranéenne d'art moderne, 1972.

## Collections publiques
Chili
- Santiago, musée national des Beaux-Arts.

États-Unis
- Belhaven, Belhaven College.
- Cincinnati, Cincinnati Art Museum.
- Coral Gables, Lowe Art Museum[22].
- Corpus Christi, Art Museum of South Texas.
- Easton, Academy Art Museum.
- Geneseo, State University of New York at Geneseo.
- Glassboro, Rowan University.
- Hamilton, université Colgate.
- Jamestown, université de Jamestown.
- Johnstown, Fulton-Montgomery Community College.
- Lancaster, Franklin and Marshall College.
- Lincoln City, Lincoln University.
- Los Angeles, musée d'Art du comté de Los Angeles.
- Madison, université Fairleigh-Dickinson.
- Manchester, St James School.
- Midland, université Northwood.
- Minneapolis, université du Minnesota.
- Montana, Easton Montana College.
- Nashville, George Peabody College.
- New Brunswick, université Rutgers.
- Philadelphie, université de Pennsylvanie.
- Phoenix, Phoenix Art Museum.
- San Diego, musée d'Art contemporain de San Diego.
- Santa Fe, musée des Beaux-Arts.
- Syracuse, université de Syracuse.
- Tuscaloosa, université de l'Alabama.
- Waterville, Colby College.

France
- Avignon, musée Calvet : Nature morte fond rouge, 1965.
- Lanobre, château de Val : Le Château de Val[8].
- Marseille, Fonds communal d'art contemporain, six lithographies :
  - Voilier, 50x65cm[23] ;
  - Cheval et naïade, 51x65cm[24] ;
  - Paysage noir et blanc, 50x65cm[25] ;
  - Cheval, 56x76cm[26] ;
  - Nature morte au violon, 50x65cm[27] ;
  - Bouquet de fleurs, 78,5x57,5cm[28].
- Marseille, musée Cantini, Assemblage bleu, dessin, technique mixte (papier, collage, carton peint, sable et aluminium) 21x19cm[29].
- Paris, musée national d'Art moderne.

Italie
- Rome, musée du Vatican : Notre-Dame de Paris.

Suisse
- Pully, musée d'Art de Pully[30].

## Collections particulières référencées
- Julius Fleischman, Cincinnati, Ohio[13].
- John L. Loeb, New York[31].
- Janet Greenberg, Paris[17].